# Crosbies
Crosbies es una localidad de Antigua y Barbuda en la parroquia de Saint John.
Se ubica a una altitud de 18 m sobre el nivel del mar.
Según estimación 2010 contaba con una población de 804 habitantes.